# Каспер, Ян
Ян Каспер (чеш. Jan Kasper, 21 сентября 1932, Собешовице — 4 марта 2005, Острава) —  чехословацкий хоккеист, защитник. 4-кратный чемпион Чехословакии, 5-кратный призёр чемпионатов мира по хоккею. Член зала славы чешского хоккея.

## Биография
Ян Каспер известен по выступлениям за клуб из Брно «Руда гвезда», более известную под названием «Комета». 4 раз становился чемпионом Чехословакии.
После этого он 8 сезонов играл за остравскую команду ВЖКГ, которая сейчас носит название «Витковице».
С 1953 по 1963 год выступал за сборную Чехословакии. В составе сборной 5 раз завоёвывал медали чемпионатов мира (1 серебряная и 4 бронзовые награды), а также был чемпионом Европы 1961 года.
Умер 4 марта 2005 года в возрасте 72 лет.
6 мая 2010 года был принят в Зал славы чешского хоккея.

## Достижения
Серебряный призёр чемпионата мира 1961
 Бронзовый призёр чемпионатов мира 1955, 1957, 1959 и 1963
 Чемпион Европы 1961
 4-кратный чемпион Чехословакии 1956—58, 1960

## Статистика
- Чемпионат Чехословакии — 271 игра, 38 шайб
- Сборная Чехословакии — 86 игр, 14 шайб
- Всего за карьеру — 357 игр, 52 шайбы